# Myrmecocystus pyramicus
Myrmecocystus pyramicus är en myrart som beskrevs av Smith 1951. Myrmecocystus pyramicus ingår i släktet Myrmecocystus och familjen myror. Inga underarter finns listade i Catalogue of Life.

## Bildgalleri

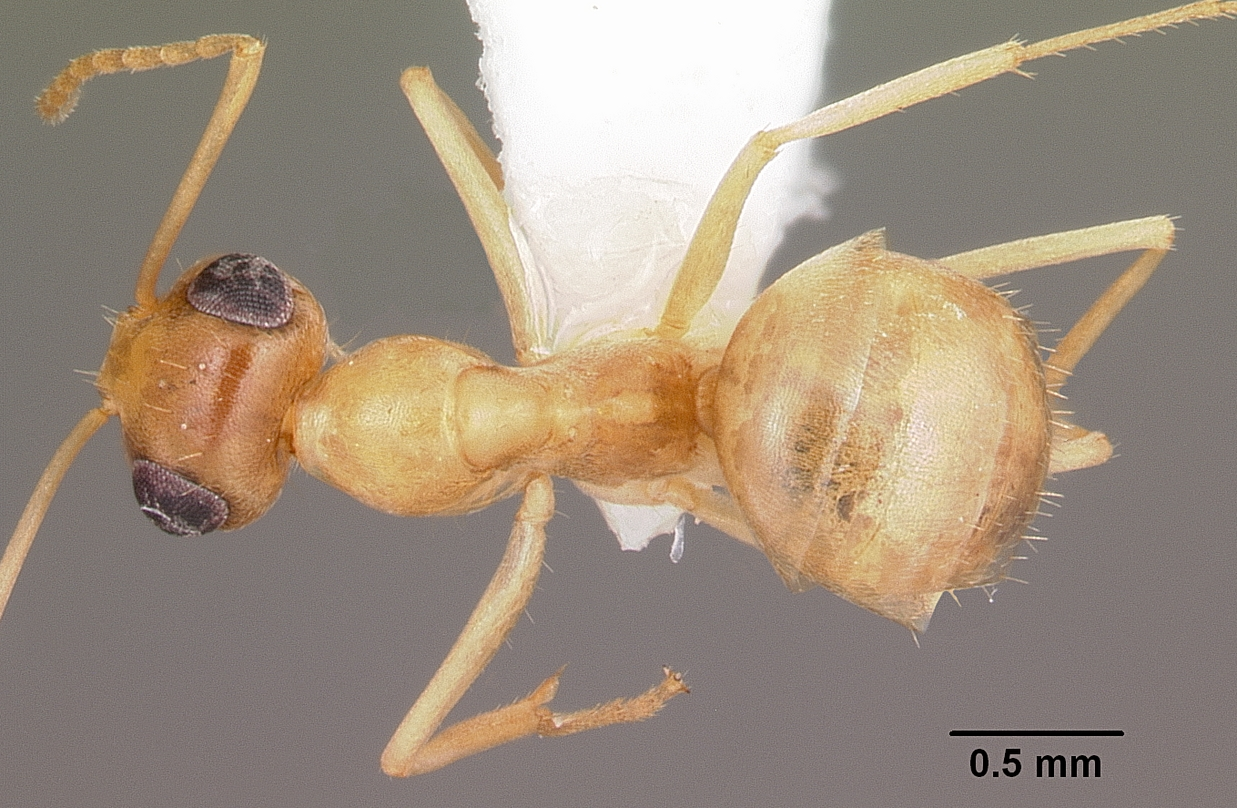
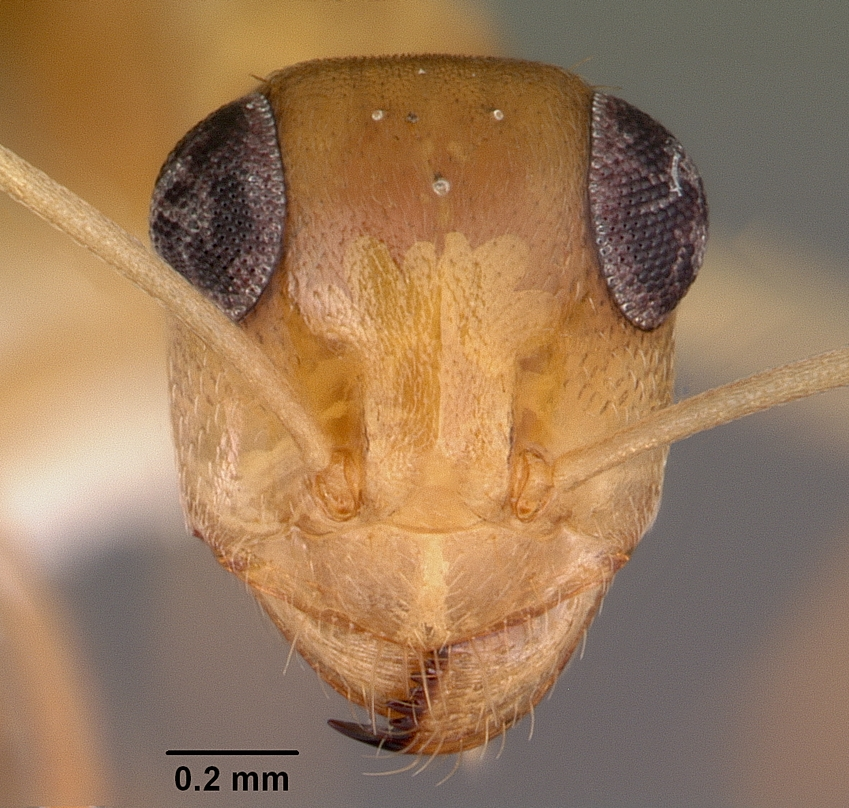
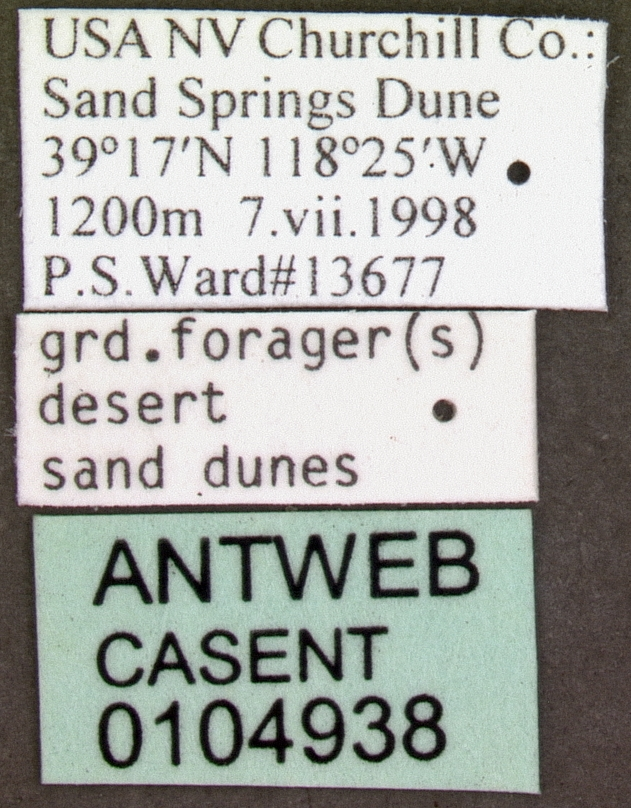
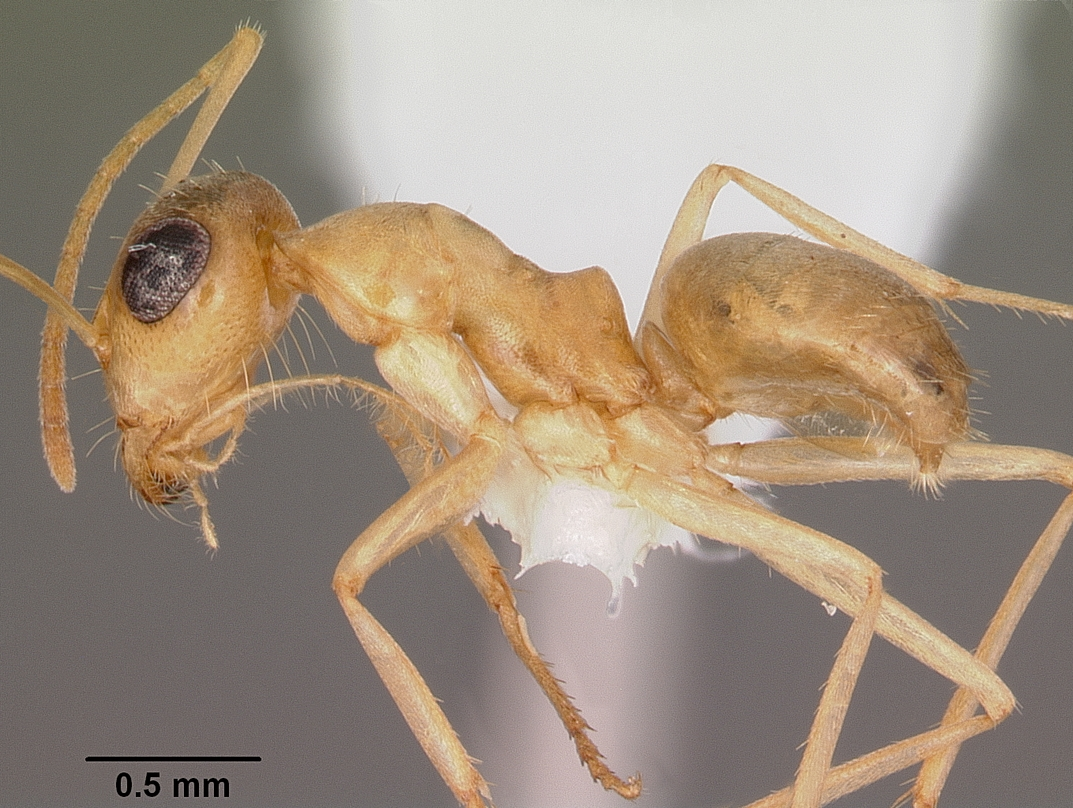
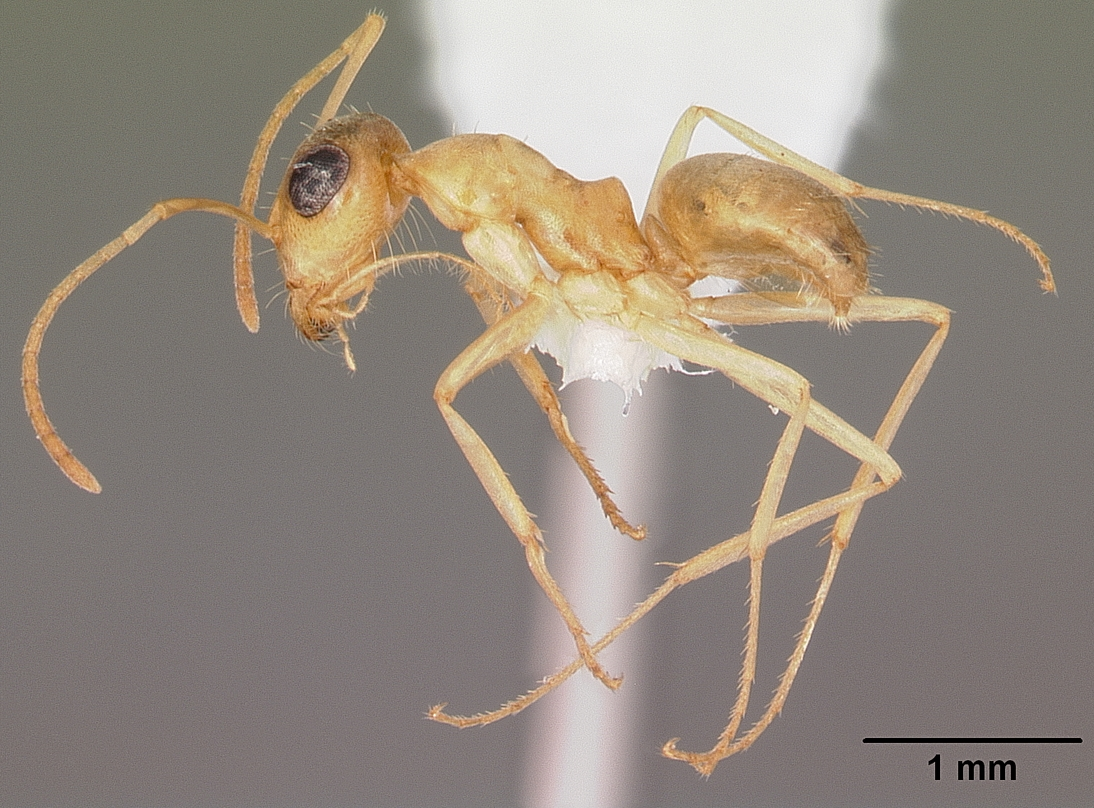